# Головатий Василь Антонович
Васи́ль Анто́нович Голова́тий (* 22 лютого 1908, Нікольсько-Уссурійськ — † 5 жовтня 1979) — український живописець.

## Життєпис
Закінчив Межигірський керамічний технікум 1927 (з 1954 — факультет Київського політехнічного інституту), Київський художній інститут у 1933, навчався в майстерні М. Бойчука, вчителями були М. Бойчук, О. Богомазов, К. Єлева, М. Козик, В. Пальмов.
Учасник обласних та групових виставок з 1929 року.
Учасник Другої світової війни, нагороджений орденом Вітчизняної війни II ступеня та медалями.
Протягом 1947—1949 років викладав малюнок та живопис у Донецькому архітектурно-ремісничому технікумі.
У 1949—1951 був головою правління Донецького відділення Спілки художників України.
Працював у галузі станкового та монументального живопису.

## Творчий доробок
Твори:
- «Стара шахта», «Артемогорськ», «Донецький пейзаж», «Пасіка», «Карпати»;
- панно-фриз шахти комбінату «Чистяковвугілля» Донецької області,
- автор творів «Стара шахта», «Донецький пейзаж».